# قامشلی
قامشلی (به کردی: Qamişlo و به زبان آرامی: ܩܡܫܠܝ یا ܒܝܬ ܙܐܠܝܢ) یکی از شهرهای تاریخی کرد در سوریه است که در شمال شرقی جمهوری سوریه و در استان حسکه واقع است. این شهر در سال ۱۹۲۶ با تأسیس ایستگاه قطار شکل گرفت. ساکنان اصلی این شهر کردها هستند و قوم هایی دیگر عبارت‌اند از ارمنی‌ها و آشوری‌ها .این شهر که پیرامون ۲۰۰٬۰۰۰ نفر جمعیت دارد در کنار مرز ترکیه و در نزدیکی رود جغجغ قرار گرفته‌است. 
قامشلی جزئی از استان  حسکه و مرکز بخش یا به‌قول عرب‌ها منطقه (معادل شهرستان در ایران) است که خود از چند ناحیه (معادل بخش در ایران) تشکیل شده‌است.
شهر نصیبین که در آن طرف خط مرزی و در ترکیه واقع شده در اصل ادامه شهر قامشلی است و این دو، در اصل یک شهر (میراث دار شهر باستانی نصیبین) هستند که مرز از میانشان گذشته‌است.
در سال ۲۰۰۴ یک شورش کردی در قامشلی که چندین روز به طول انجامید ۳۰ کشته برجای گذاشت.
در این شهر اسقف بزرگ کاتولیک‌های سوریه سکونت دارد. قامشلی مرکز تجاری کالاهای کشاورزی است و دارای زمین‌های حاصلخیزی می‌باشد. عمده اهالی قامشلی به کردی کرمانجی سخن می‌گویند. محصول زراعی این شهر عمدتاً غله می‌باشد. در این شهر کارخانه چوب بری و سیمان سازی هم موجود است. پس از کشف حوزه‌های نفتی در ۸۰ کیلومتری و در شرق این شهر، جمعیت شهر بشدت افزایش یافت. 
قامشلی دارای یک فرودگاه بین‌المللی با کد یاتای KAC است.

## تاریخچه شهر
این شهر در سال ۱۹۲۶ به عنوان یک ایستگاه راه آهن در مسیر راه آهن توروس بنا شد. جمعیت آن با آمدن پناهندگان ارمنی و آشوری از ترکیه و عراق افزایش یافت.

### پناهندگان
دربارهٔ علل آمدن موج پناهندگان و چگونگی این جابجایی جمعیت نظرات گوناگونی وجود دارد از جمله:
- به باور آشوری ها، در پی جنگ‌های داخلی عثمانی (در مناطق ترکیه کنونی) که در پی آن صدها هزار آشوری کشته شدند، عده زیادی نیز به منطقه قامشلی کنونی کوچ نمودند و مدت‌ها تحت حمایت فرانسه در چادرها زندگی کردند. طرفداران این نظر بر این باورند که نسل کشی آشوریان تا سال ۱۹۲۲ ادامه داشت که یعنی سه یا چهار سال پیش از تشکیل شهر و با جریان پناهندگان قامشلی مرتبط است. آشوریان کشتار علیه خود را نسل کشی آشوریان از جانب حکومت عثمانی می‌نامند [۲] اما برخی گروه‌ها به ویژه در ترکیه آن را انکار می‌کنند.